# Soldier of Fortune (revistă)
Soldier of Fortune (SOF) a fost o revistă militară din S.U.A. cu apariție lunară dedicată teatrelor de război în întraga lume (război convențional, conflicte de mică intensitate, antiterorism).
Revista a fost înființată în anul 1975 de către locotenent - colonelul Robert K. Brown, care a servit în Forțele Speciale ale S.U.A. (Beretele Verzi) în Vietnam. A fost publicată de Omega Group Ltd., în Boulder, Colorado. Ultima număr a apărut în luna aprilie  2016.